# 優先股
，又稱特別股，是拥有普通股不具备的某些特征的一类公司股票，同时具有债务工具和权益工具的特征，通常被认为是一种混合工具。“优先”是相对于普通股而言。优先首先体现在公司资产清算的受偿顺序方面（索偿权），排在债权之后，比普通股优先；其次在股利分配顺序方面较普通股优先，通常按事先约好的股息率发放；作為交換，優先股通常不具與普通股同級的表決權。优先股的条款通常记载于发行公司的公司章程中。
与债券类似，优先股通常也由主要信用评级公司进行评级。优先股的评级通常比债券要低，因为优先股股利的分派并不像债券利息一样得到保证，且优先股股东在受偿顺序上劣后于债券持有人。

## 优先股的特征
优先股是一种特殊类别的股票，拥有若干普通股没有的特征。优先股通常具有下列特征：
- 优先分派股利；
- 公司清算时对公司资产优先受偿；
- 可转换为普通股；
- 可赎回；
- 无表决权；
- 更高的股利收益率。

### 优先分派股利
一般而言，优先股在股利分派上具有优先权。股利分派的优先权并不保证股利一定会分派，但如果公司分派普通股股利，则必须在此之前或同时分派优先股股利。
优先股可以是可累积的，也可以是不可累积的。若优先股为可累积优先股，如果发行优先股的公司某一期间不分派优先股股利（或按低于约定的股息率分派），则必须在之后弥补差额，才能分派普通股股利。优先股股利在每个经过的股利期间（可能是每季度、每半年度、每年度）累积。优先股股利在各个不分派或少分派股利的期间不断累积。若优先股为不可累积优先股（或称为直接优先股），则一旦发行优先股的公司某一期间不分派股利，优先股股东就无法在以后期间获得补偿。

### 其他特性或权利
- 优先股可能有也可能没有固定的清算价值（或面值）。这一价值表示优先股初始发行时公司资本的增加金额。
- 除非另有约定，优先股对公司清算后的资产拥有相当于其清算价值（或面值）的索取权。这一求偿权优先于普通股，普通股仅享有剩余索取权。
- 几乎所有的优先股都有约定的固定股息率。优先股股利通常以面值的百分比或一个固定金额来表示。有时候，优先股股利可能约定为浮动股息率，则优先股股利将随着一个基准利率（例如LIBOR）变动。
- 有些优先股对特别事项的批准（例如新股的发行或公司收购的批准）或选举董事拥有特殊的投票权，但大多数优先股没有投票权。有些优先股在优先股股利被递延了一段时间后获得投票权。

上述列表并不是广泛的。像其他法律安排一样，优先股可以约定任何可以想到的权利。在美国，优先股通常附有赎回权，使发行公司可以按其意愿（通常有限制）回购优先股。

## 优先股的种类
除了直线优先股外，优先股市场中还有很多不同的种类，包括：
- 最优先股（prior preferred stock）：许多公司在某一时点发行在外的优先股可能属于不同期，通常有一期的优先股被指定为最高优先级。如果公司的钱仅足够支付一期优先股的股利，则最优先股的股利将被首先支付。因此，最优先股相对于其他优先股信用风险更低（但通常收益率也更低）。
- 优先级优先股（preference preferred stock）：优先级在最优先股之后的一期优先股称为优先级优先股。优先级优先股的优先级优先于公司其他类别的优先股（除了最优先股外）。如果公司发行了多余一期的优先级优先股，则每一期依据优先级排序。
- 可转换优先股（convertible preferred stock）：可转换优先股的股东可以将优先股转换为该公司的普通股，普通股数量是事先确定的。转股可以发生在投资者选择的任何时间，而不论普通股市场价格的高低。转股是单向交易，投资者不能将普通股转回优先股。可转换优先股的一个变种是反稀释可转换优先股，这类优先股近年来因为投资银行家Stan Medley而变得流行。他为多家公众公司构造了多类优先股变体。在Stan Medley使用的变体中，优先股可以转换为公司普通股数量的一定比例，或者固定价值的普通股（而非实现设定数量的普通股），意图是改善投资者在场外市场上遭受的猖獗做空和稀释努力的负面影响。
- 可累积优先股（cumulative preferred stock）：如果没有支付股利，则股利将累积至未来支付。
- 可交换优先股（exchangeable preferred stock）：这类优先股附有一个嵌入期权，可以交换成其他证券。
- 参与优先股（participating preferred stock）：这类优先股向持有人提供了一个机会，如果公司达到了预定的财务目标，则持有人将收到额外的股利。购买了这类优先股的投资者，无论公司表现如何（假设公司业绩表现足以支付固定的股利）均能收到固定的股利，如果公司达到了预定的营业收入、利润或盈利目标，投资者将收到额外的股利。
- 永续优先股（perpetual preferred stock）：这类优先股，投入资本未来返还给股东的日期是不固定的（虽然公司可以拥有赎回的权利）。大部分优先股均没有到期时间。
- 可回售优先股（putable preferred stock）：这类优先股含有回售权，持有人在特定条件下可以强制要求发行人回售优先股。
- 月度收入优先股（monthly income preferred stock, MIPS）：是一个优先股和次级债券的组合。
- 不可累积优先股（non-cumulative preferred stock）：这类优先股的股利即使没有支付，也将不会累积，常见于信托优先证券（trust-preferred security, TRuPS）以及银行优先股，因为在国际清算银行（BIS）的规则下，计入一级资本的优先股必须为不可累积优先股。

## 用途
优先股为公司提供了一个可选的融资方式。在某些情况中，公司可以以对其信用评级没有惩罚或风险的方式，通过延期支付而递延股利。如果是传统的债务，公司必须支付，否则将构成公司违约。
偶尔公司也会使用优先股作为防御敌意收购的手段：创建附有强制转换（或交换）特性的优先股，一旦控制权发生了变更，则强制行为将被执行。某些公司还在其章程中加入条款，授权董事会决定优先股发行的条款和条件。这些“空头支票”通常被用作收购防御，可能被指定了非常高的清算价值，且在控制权变更时必须被赎回，或者可能有非常大的超级投票权。
当一家公司破产时，該公司的不同證券持有人將對該公司的資產擁有索賠權。這些證券持有人收到其資產份額的順序將取決於其擔保協議中賦予他們的具體權利。例如：可能有足够的钱偿付“优先级”的优先股股东，而没有足够的钱偿付“次级”的优先股股东。因此，优先股首次发行时，可能会包含保护性条款，以防止发行新的含有更优先索取权的优先股。值得注意的是，優先股的優先級通常低於公司債券或其他固定收益證券。

## 各國的优先股

### 中国
中华人民共和国公司法，同种类的每一股份应当具有同等权利。另，国务院可以对公司发行本法规定以外的其他种类的股份，另行作出规定。目前尚未看到对于优先股的相关规定。因此，实际上上海、深圳两地公开上市企业尚没有优先股的实例。

### 美国
2008年救助AIG时美国政府采用了优先股这一工具。

## 外部連結
- （简体中文）优先股有望于三季度推出 发行节奏料适度放缓 （页面存档备份，存于） 中国经济网 2014-05-30